# Colección Arqueológica de Lidoriki
La Colección Arqueológica de Lidoriki es una colección o museo de Grecia ubicada en la localidad de Lidoriki, en Grecia Central.
Esta colección se fundó en 1994 para acoger principalmente los hallazgos procedentes de la antigua ciudad de Calípolis, que había sido excavada entre 1977 y 1979. Se encuentra albergada en el edificio de una antigua escuela primaria, en dos habitaciones y el patio.

## Colecciones
La colección comprende objetos que abarcan periodos comprendidos entre el periodo geométrico y la Antigüedad tardía pertenecientes principalmente a la antigua ciudad de Calípolis. Destacan los hallazgos procedentes de la denominada «casa del archivo», una importante mansión en la que se han encontrado piezas de cerámica, piezas de bronce y hierro procedentes de puertas de madera y sellos de arcilla. 
También hay pisos de mosaico de baños de época romana, otros mosaicos de una basílica paleocristiana, objetos procedentes de tumbas de la época romana tardía e inscripciones epigráficas. 
Algunos objetos singulares son una estatuilla de bronce de un caballo del siglo VIII a. C., la estatua de un músico del periodo helenístico, un sello de arcilla con un retrato de Ptolomeo IV y fragmentos de azulejos decorativos de una caja de madera, con representaciones mitológicas, también del periodo helenístico.